# Thyridium singularis
Thyridium singularis är en skalbaggsart som beskrevs av Soula 2002. Thyridium singularis ingår i släktet Thyridium och familjen Rutelidae. Inga underarter finns listade i Catalogue of Life.